# 業績予想の修正
業績予想の修正（ぎょうせきよそうのしゅうせい）とは、上場会社が業績予想の修正を発表するものである。

## 概要
- 上場会社が決算発表をする際、通期・次期の損益についても予想値を発表しているが、当初予想から一定程度以上の乖離がある場合には、「業績予想の修正」を開示することが求められる。
- インサイダー取引規制における重要事実が制度背景として存在しているが、同制度における重要事実と異なるのは、営業利益が項目として追加されている点。

## 根拠
- 東京証券取引所:有価証券上場規程第405条第1項
- 大阪証券取引所:上場有価証券の発行者の会社情報の適時開示等に関する規則第2条第1項第4号
- 名古屋証券取引所:上場有価証券の発行者の会社情報の適時開示等に関する規則第2条第1項第4号
- 福岡証券取引所:上場有価証券の発行者の会社情報の適時開示等に関する規則第2条第1項第4号
- 札幌証券取引所:上場有価証券の発行者の会社情報の適時開示等に関する規則第2条第1項第4号
- JASDAQ:上場有価証券の発行者の会社情報の適時開示等に関する規則第3条第1項第4号

## 公表

### 基準
- 売上高:10％以上の増減があった場合
- 営業利益・経常利益・当期純利益:30％以上の増減があった場合

※　ただし、直近予想値が0の場合には、基準に抵触したものとする。

### 項目
- 上場会社本体および企業集団(連結決算)における以下の項目が対象

1. 修正の内容(以下について、売上高・営業利益・経常利益・当期純利益ごとに記載)
  1. 前回予想(A)
  2. 今回修正予想(B)
  3. 増減額(A-B)
  4. 増減率(%)
  5. 前期実績
2. 修正の理由
3. その他投資者が会社情報を適切に理解・判断するために必要な事項

### 方法
公表は、TDnetへの登録を通じて適時開示されるほか、自社のホームページや東京証券取引所上場の場合は同取引所の記者クラブ（兜倶楽部）、地元の記者クラブへの資料配布を行われる。